# Rymosia cretensis
Rymosia cretensis är en tvåvingeart som beskrevs av Lundstrom 1911. Rymosia cretensis ingår i släktet Rymosia och familjen svampmyggor. Inga underarter finns listade i Catalogue of Life.